# Affligem (öl)

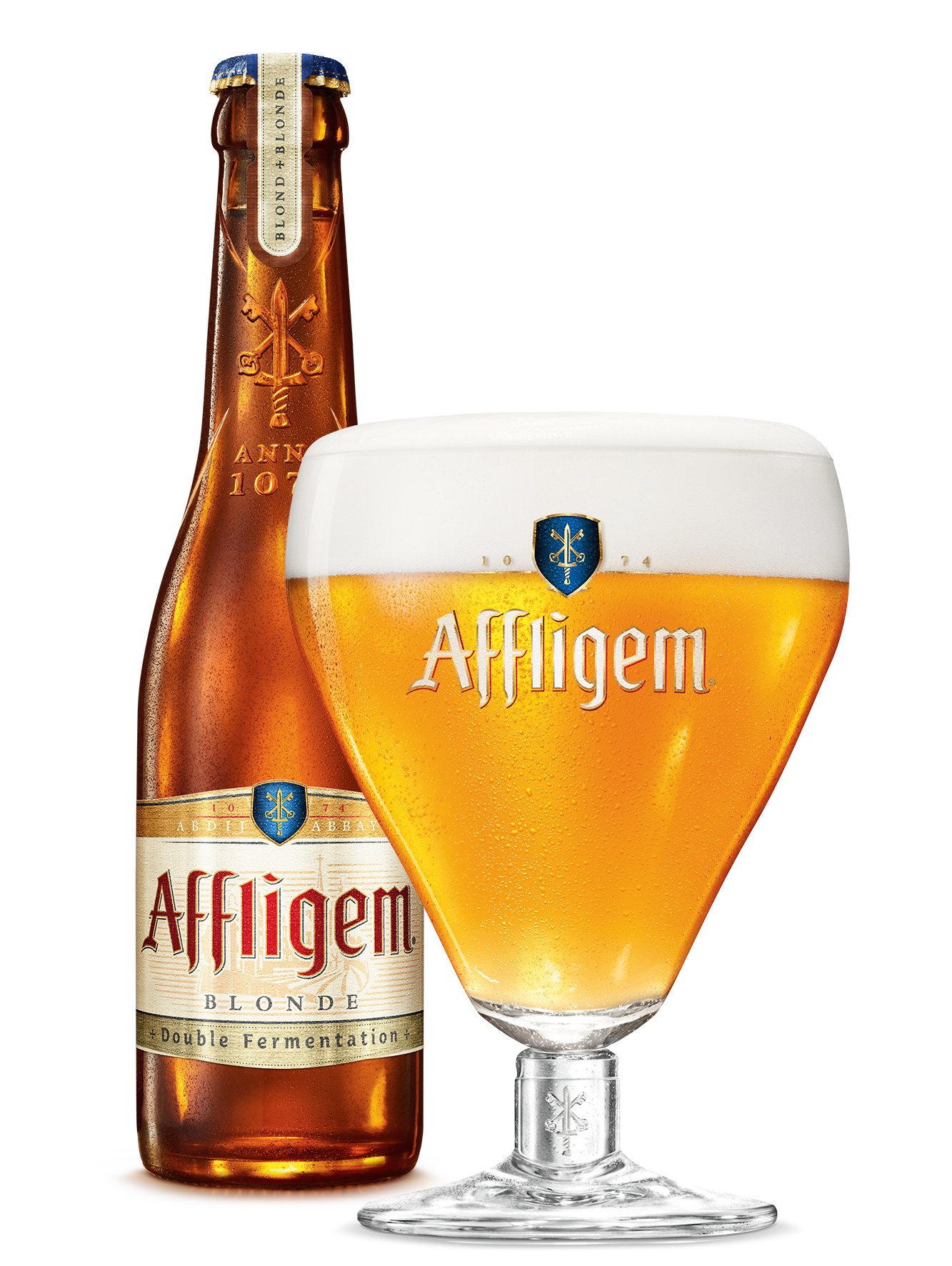
Affligem Blonde

Affligem är ett belgiskt klosteröl. Från 1074 bryggdes öl i klostret Affligem vilket gör det till det äldsta existerande Belgiska klosterbryggeriet. 1956 övertogs tillverkningen av bryggeriet De Smedt. Det finns tre olika sorter, Blonde, Double och Triple.